# Kanton La Plaine Niortaise
Der Kanton La Plaine Niortaise ist seit 2015 ein französischer Wahlkreis im Arrondissement Niort im Département Deux-Sèvres in der Region Nouvelle-Aquitaine; sein Hauptort ist Chauray.

## Gemeinden
Der Kanton besteht aus zehn Gemeinden mit insgesamt 26.245 Einwohnern (Stand: 1. Januar 2022) auf einer Gesamtfläche von 187,83 km²:
| Gemeinde                   | Einwohner 1. Januar 2022 | Fläche km² | Dichte Einw./km² | Code INSEE | Postleitzahl |
| -------------------------- | ------------------------ | ---------- | ---------------- | ---------- | ------------ |
| Aiffres                    | 5.423                    | 25,72      | 211              | 79003      | 79230        |
| Brûlain                    | 748                      | 24,67      | 30               | 79058      | 79230        |
| Chauray                    | 7.173                    | 14,50      | 495              | 79081      | 79180        |
| Échiré                     | 3.536                    | 30,96      | 114              | 79109      | 79410        |
| Juscorps                   | 380                      | 6,48       | 59               | 79144      | 79230        |
| Prahecq                    | 2.249                    | 24,95      | 90               | 79216      | 79230        |
| Saint-Gelais               | 2.217                    | 16,40      | 135              | 79249      | 79410        |
| Saint-Martin-de-Bernegoue  | 814                      | 17,75      | 46               | 79273      | 79230        |
| Saint-Romans-des-Champs    | 167                      | 4,10       | 41               | 79294      | 79230        |
| Vouillé                    | 3.538                    | 22,30      | 159              | 79355      | 79230        |
| Kanton La Plaine Niortaise | 26.245                   | 187,83     | 140              | 7914       | –            |